# (120103) Dolero
(120103) Dolero est un astéroïde de la ceinture principale.

## Description
(120103) Dolero est un astéroïde de la ceinture principale. Il fut découvert par Bernard Christophe le 24 mars 2003 à l'observatoire de Saint-Sulpice. Il présente une orbite caractérisée par un demi-grand axe de 2,76 UA, une excentricité de 0,202 et une inclinaison de 18,05° par rapport à l'écliptique.
Il fut nommé en hommage à la femme du découvreur, Dominique Lherault, née en 1945.

## Compléments